# Hradec Králové (distrikt)
Hradec Králové (tjeckiska: Okres Hradec Králové) är ett distrikt i Hradec Králové i Tjeckien. Centralort är Hradec Králové.

## Komplett lista över städer och byar
(städer, köpstäder och byar)
- Babice
- Barchov
- Běleč nad Orlicí
- Benátky
- Blešno
- Boharyně
- Černilov
- Černožice
- Čistěves
- Divec
- Dobřenice
- Dohalice
- Dolní Přím
- Habřina
- Hlušice
- Hněvčeves
- Holohlavy
- Hořiněves
- Hradec Králové
- Hrádek
- Humburky
- Hvozdnice
- Chlumec nad Cidlinou
- Chudeřice
- Jeníkovice
- Jílovice
- Káranice
- Klamoš
- Kobylice
- Kosice
- Kosičky
- Králíky
- Kratonohy
- Kunčice
- Lejšovka
- Lhota pod Libčany
- Ledce
- Libčany
- Libníkovice
- Librantice
- Libřice
- Lišice
- Lodín
- Lochenice
- Lovčice
- Lužany
- Lužec nad Cidlinou
- Máslojedy
- Měník
- Mlékosrby
- Mokrovousy
- Myštěves
- Mžany
- Neděliště
- Nechanice
- Nepolisy
- Nové Město
- Nový Bydžov
- Obědovice
- Ohnišťany
- Olešnice
- Osice
- Osičky
- Petrovice
- Písek
- Prasek
- Praskačka
- Předměřice nad Labem
- Převýšov
- Pšánky
- Puchlovice
- Račice nad Trotinou
- Radíkovice
- Radostov
- Roudnice
- Sadová
- Sendražice
- Skalice
- Skřivany
- Sloupno
- Smidary
- Smiřice
- Smržov
- Sovětice
- Stará Voda
- Starý Bydžov
- Stěžery
- Stračov
- Střezetice
- Světí
- Syrovátka
- Šaplava
- Těchlovice
- Třebechovice pod Orebem
- Třesovice
- Urbanice
- Vinary
- Vrchovnice
- Všestary
- Výrava
- Vysoká nad Labem
- Vysoký Újezd
- Zachrašťany
- Zdechovice